# Мордовська писемність
Мордовська писемність (рос. мордовская письменность) — писемність, що використовується для передачі мокшанської і ерзянської мов. З моменту свого виникнення у XVIII столітті й відтоді  ґрунтується на кирилиці. До початку XX ст. абетка не мала стабільної норми та часто змінювалася. Сучасна діє з кінця 1920-их років. 

## Історія

### Кінець XVII— середина XIX століття
Першою фіксацією мордовського мовного матеріалу є праця нідерландського вченого Ніколааса Вітсена «Noord en oost Tartarye», яка вийшла в Амстердамі у 1692 році. У цій книзі автор пропонує словничок з 325 мокшанських та ерзянських слів з перекладом на нідерландську мову. Пізніше, у XVIII столітті, мокшанські й ерзянські слова і невеликі тексти неодноразово фіксувалися і видавалися у працях Петра Ричкова, Симона Палласа, Йоганна Готліба та інших російських та іноземних вчених. В їх працях використовувалися як латинська, так і кирилична транскрипції.
Графічне відображення мордовських фонем у записах XVIII століття:
| УФА     | Латиниця   | Кирилиця | УФА       | Латиниця     | Кирилиця | УФА       | Латиниця | Кирилиця | УФА      | Латиниця       | Кирилиця |
| ------- | ---------- | -------- | --------- | ------------ | -------- | --------- | -------- | -------- | -------- | -------------- | -------- |
| [a]     | a, aa, ou  | а, аа, я | [g]       | g            | г        | [m]       | m        | м        | [x]      | ch             |          |
| [ä]     | ä, a, ai   | я, а     | [d]       | d            | д        | [n], [n'] | n        | н        | [c], [ć] | ts, z, cz, tz  | ц        |
| [o]     | o          | о        | [ž]       | sch          | ж        | [ŋ]       | n, ng    | н, нг    | [č]      | tsch, cz       | ч        |
| [e]     | e          | е        | [z], [ź]  | z, s         | з        | [ŋ̩g]      | ng       | нг       | [š]      | sch, s, sh     | ш, с     |
| [u]     | u, ou      | у, ю     | [ʒ], [ʒ'] | dz, ds       | дз       | [p]       | p        | п        | [šč]     | schc           | щ        |
| [ai]    | ai, ei     | ай, ей   | [j]       | j, i         | й, ю, я  | [r], [ŕ]  | r        | р        | [ks]     | ks, cks, x, kx | кс       |
| [i]     | i, y       | и        | [ȷ]       | ch, ix       |          | [ʀ], [ʀ'] | r        |          | палат.   | j, i           | ь        |
| [ə]     | i, e, a, y | а        | [k]       | k, gk, ck, c | к        | [s], [s'] | s, ss, ß | с        |          |                |          |
| [b]     | b          | б        | [l], [l'] | l, ll        | л, лл    | [t], [t'] | t, d     | т, д     |          |                |          |
| [v (u̠)] | v, w, u    | в, у     | [ʟ], [ʟ'] | x, l         |          | [f]       | f, ff    | в        |          |                |          |

У другій половині XVIII століття з'явилися власне мордовські тексти — в основному переклади коротких офіційно-урочистих творів, що були зроблені учнями і викладачами Казанської і Нижньогородської семінарій. У цих творах використовувалася кирилична абетка. В різних текстах по-різному були зображені графічні прийоми для передачі тих чи інших фонем.
На початку XIX століття почали з'являтися перші книги мордовськими мовами. Так, у 1804 році був виданий перший переклад церковнослов'янського букваря з катехізисом ерзянською мовою. А у 1821-1827 роках видано повний переклад Нового Заповіту ерзянською мовою. Однак ці книги не отримали помітного поширення, а якість перекладу була дуже низькою.

### Середина XIX— початок XX століття
У 1867 році в Казані було засновано товариство Святого Гурія, метою якого була християнізація і просвітництво народів Росії. Завдяки його діяльності з 1870 року книговидання мордовськими мовами стає більш активним. Видаються не тільки переклади релігійних текстів, але з'являються букварі, а також окремі художні твори і фольклорні матеріали. Проте писемність абеток ерзянської та мокшанської мов різнилася, внаслідок відсутньої стандартизації. Однак спроби стандартизувати абетки були. Так, автор-упорядник ерзянського букваря Авксентій Юртов розробив власну графічну систему, послідовно уживаючи її у своїх працях. В цілому в друкованих виданнях XIX—XX століть ерзянська абетка не має суттєвих відмінностей від російської (крім наявності знаку Ҥ ҥ). Натомість мокшанська мова використовувала ряд додаткових знаків, що були нехарактерними російській: ӑ для ненаголошеного [a], я̈ для [ä] переднього ряду низького піднесення, ҥ для позначення позиційно обумовленого задньоязикового варіанту н перед г і к. Однак в інших мокшанських виданнях того часу, як правило, використовувалася стандартна російська абетка (в «Священній історії Старого завіту» 1898 року використовувався знак ԙ).
Відмінності абеток букварів кінця XIX — початку XX століття:
мокшанська
- Буквар для мордви-мокші: 1-е вид., 2-е вид. Казань, 1892, 1897. Відсутня літера Ъъ. Наявні Ӑӑ, Ii, Ҥҥ, Ы̃ы̃, Я̈я̈.
- Дорофєєв З. Ф. Валда ян. М., 1925. Відсутня літера Ъъ. Наявні Ԕԕ, Ԗԗ.

ерзянська
- Буквар для мордви-ерзі з приєднанням молитов і російської абетки. Казань, 1884. Відсутня літера Щщ. Наявні Ii, Ѣѣ, Ѳѳ.
- Буквар для мордви-ерзі. Казань, 1892. Відсутні літери Хх, Ъъ. Наявні Ii, Ҥҥ.
- Тундонь чи. Ерзянський буквар. М.-Пг., 1923. Відсутня літера Ъъ. Наявна Ҥҥ.
- Данилов Т. Валдо чи. М., 1926. Відсутня літера Ъъ.

### XX століття
З 1920 року почалося активне книговидання мокшанською та ерзянською мовами. Друкувалися газети. Однак єдина діалектна база і стандартизована абетка з правописними нормами були відсутні. У 1924 році ця проблема була розглянута на з'їзді мордовських вчителів, а в 1928 році на Московській мовній конференції. З середини 1920-х почали з'являтися спроби вироблення єдиних літературних норм і діалектної бази. В основу мокшанської літературної мови були покладені краснослободська і темникова говірки, а в основу ерзянської — говірка Козлівки.
У графічному відношенні процес становлення мордовської писемності мав такі особливості: з 1920 по 1924 рік використовувалася стандартизован російська абетка без додаткових знаків. Звук [ə] став позначатися літерою а, а звук [ä] — літерою е. У 1924 році для передачі специфічних глухих приголосних [ʟ] і [ʀ] були введені літери ԕ і ԗ, а для [ä] стали використовувати літери э і ӭ, проте останню пізніше скасували. У виданнях мокшанської мови у 1924—1926 роках для позначення [ə] іноді використовувалися літери ĕ, ŏ і ы̆.
У 1927 році всі додаткові літери мокшанської і ерзянської мов були скасовані і абетка отримала вже сучасний вид, повністю збігаючись з російською. Для позначення [ʟ] і [ʀ] стали використовувати буквосполучення лх і рх (палаталізовані льх, рьх).
У 1993 році були прийняті нові правила орфографії мокшанської мови, згідно з якими зредукований [ə] позначався на початку слова і в першому закритому складі літерою ь.

## Латинізація
25 березня 1932 року в рамках всесоюзного процесу латинізації Всесоюзним центральним комітетом Нової абетки була прийнята мордовська абетка на латинській основі. Вона складалася з таких літер: A a, Ә ә, B в, C c, Ç ç, D d, Е е, E e, F f, G g, Ь ь, I i, J j, K k, L l, M m, N n, O o, ө ө, P p, R r, S s, Ş ş, T t, U u, Y y, V v, X x, Z z, Ƶ ƶ, ȷ, Rx, Lh. 19 травня 1932 року після обговорення з місцевими фахівцями Нижньо-Волзький комітет Нової абетки прийняв цю абетку у дещо зміненому вигляді: A a, B в, C c, Ç ç, D d, Ә ә, F f, G g, Y y, I i, J j, K k, L l, M m, N n, O o, P p, R r, S s, Ş ş, T t, U u, V v, X x, Z z, ƶ ƶ, ь ь, Rx, Lh. Однак ніяких реальних кроків для впровадження мордовської латинізованої абетки далі не було зроблено, а розвитку вона не отримала.
Проекти латинської абетки
| Проект 1 | Проект 2 | Проект 3 | Кирилиця | Проект 1 | Проект 2 | Проект 3 | Кирилиця | Проект 1 | Проект 2 | Проект 3 | Кирилиця |
| -------- | -------- | -------- | -------- | -------- | -------- | -------- | -------- | -------- | -------- | -------- | -------- |
| A a      | A a      | A a      | А а      | I i      | I i      | I i      | И и      | Ş ş      | Ş ş      | Ş ş      | Ш ш      |
| Ә ә      | Ja ja    | Ä ä      | Я я      | J j      | J j      | J j      | Й й      | T t      | T t      | T t      | Т т      |
| B в      | B в      | B в      | Б б      | K k      | K k      | K k      | К к      | U u      | U u      | U u      | У у      |
| C c      | C c      | C c      | Ц ц      | L l      | L l      | L l      | Л л      | Y y      | Ju ju    | Ü ü      | Ю ю      |
| Ç ç      | Ç ç      | Ç ç      | Ч ч      | M m      | M m      | M m      | М м      | V v      | V v      | V v      | В в      |
| D d      | D d      | D d      | Д д      | N n      | N n      | N n      | Н н      | X x      | X x      | X x      | Х х      |
| Э э      | Ә ә      | Ә ә      | Э э      | O o      | O o      | O o      | О о      | Z z      | Z z      | Z z      | З з      |
| E e      | Je je    | E e      | Е е      | Ө ө      | Jo jo    | Ö ö      | Ё ё      | Ƶ ƶ      | Ƶ ƶ      | Ƶ ƶ      | Ж ж      |
| F f      | F f      | F f      | Ф ф      | P p      | P p      | P p      | П п      | ȷ        | ь        | ь        | ь        |
| G g      | G g      | G g      | Г г      | R r      | R r      | R r      | Р р      | Rx rx    | Rx rx    | Rx rx    | Рх рх    |
| Ь ь      | Y y      | Y y      | Ы ы      | S s      | S s      | S s      | С с      | Lh lh    | Lh lh    | Lx lx    | Лх лх    |

## Сучасна мордовська абетка
Сучасна мордовська абетка для мокшанскої та ерзянської мов діє з кінця 1920-х років. Графічно вона повністю збігається з російською.
| А а | Б б | В в | Г г | Д д | Е е | Ё ё | Ж ж | З з | И и | Й й |
| К к | Л л | М м | Н н | О о | П п | Р р | С с | Т т | У у | Ф ф |
| Х х | Ц ц | Ч ч | Ш ш | Щ щ | Ъ ъ | Ы ы | Ь ь | Э э | Ю ю | Я я |

Фонетичне значення окремих літер:
- А а — звук [a]. В мокшанскій мові також [ə] (в кінці слова після твердого).
- Е е — звук [e] після м'яких приголосних, а також у поєднанні з попереднім й. В мокшанскій також [ə] (в середині слова після м'яких приголосних і шиплячих) і [j]+[ə].
- Ё ё — звук [o] після м'яких приголосних, а також у поєднанні з попереднім й.
- И и — звук [i] після м'яких і непарних приголосних.
- О о — звук [o]. В мокшанській мові також [ə] (після твердих приголосних).
- Ъ ъ — в мокшанській [ə] на початку слова і в першому закритому складі.
- Ы ы — звук [i] після твердих приголосних
- Э э — в мокшанській звук [ä] на початку слова.
- Ю ю — звук [u] після м'яких приголосних, а також у поєднанні з попереднім й.
- Я я — звук [a] після м'яких приголосних, а також у поєднанні з попереднім й. В мокшанській також [ä] (в середині і кінці слова) і [j]+[ä].
- Палаталізація позначається літерою ь після приголосного або літерами е, ё, и, ю, я після приголосного.
- Мокшанські глухі сонорні [ȷ], [ʟ], [ʀ] позначаються буквосполученням йх, лх, рх[6].